# Serafina Núñez
Serafina Núñez, eigentlich Mercedes Serafina Núñez de Villavicencio y Ortiz, (* 14. August 1913 in Havanna, Kuba; † Juni 2006 ebenda) war eine kubanische Lehrerin und Schriftstellerin.

## Leben
Núñez studierte an der Universität von Havanna u. a. Pädagogik und konnte dieses Studium 1949 erfolgreich beenden. Anschließend bekam sie eine Anstellung als Lehrerin und übte diesen Beruf bis 1969 auch aus. Bei den Vorarbeiten zur Anthologie La poesía cubana en 1936 machte Núñez die Bekanntschaft des Schriftstellers Juan Ramón Jiménez. Nachdem dieser Proben ihres literarischen Schaffens gelesen hatte, war er begeistert und unterstützte sie zeit seines Lebens. Durch ihn lernte sie bald auch Gabriela Mistral, Alfonso Reyes u. a. kennen und schätzen.
Kurz vor ihren 93. Geburtstag starb Serafina Núñez im Juni 2006 in ihrer Heimatstadt und fand dort auch ihre letzte Ruhestätte.

## Werke (Auswahl)
- Sonetos escogidos. Editorial Oriente, Santiago de Cuba 2009, ISBN 978-959-11-0668-1.
- En las serenas márgenes. Letras Cubanas, Havanna 1998, ISBN 959-10-0437-0.
- Rosa de mi mansedumbre. Capira, St. Clara, Kuba 2000, ISBN 959-7035-60-X.
- El herido diamante. Letras Cubanas, Havanna 2001, ISBN 959-10-0663-2.
- Penélope. Unicorno, Havanna 2002, ISBN 959-218-087-3.
- Mar Cautiva. FAH, Mexiko-Stadt 2007 (Nachdr. d. Ausg. Havanna 1937).

## Ehrungen
- 1995 Premio Nacional de Crítica Literaria für Vitral del tiempo.